# Kilimli
Kilimli ist eine Stadt und Hauptort des gleichnamigen Landkreises der türkischen Provinz Zonguldak in der westlichen Schwarzmeerregion. Die Stadt liegt etwa fünf Kilometer nordöstlich der Provinzhauptstadt Zonguldak an der Küste. Der Ort wurde 1952 zur Belediye (Gemeinde) erhoben. Kilimli hat einen Bahnhof der Bahnstrecke Irmak–Karabük–Zonguldak.
Der Landkreis liegt im Nordosten der Provinz am Schwarzen Meer. Er grenzt im Osten an den Landkreise Çaycuma und im Süden an den zentralen Landkreis (Merkez) Zonguldak. Im Norden bildet das Schwarze Meer eine natürliche Grenze. Durch die Stadt und den Landkreis verläuft von Westen nach Osten die Küstenstraße (D010) von Zonguldak nach Filyos. Der Kreis ist im Wesentlichen eben und hat kaum größeren Erhebungen. 
Der Landkreis entstand im Rahmen einer Gebietsreform Ende 2012, als vom früheren zentralen Landkreis Zonguldak der gleichnamige Bucak im Nordosten (Gesetz Nr. 6360) abgespalten wurde. Dabei wurden auch die südlichen Grenzen des neuen Kreises leicht verändert. Der Bucak Kilimli umfasste zur letzten Volkszählung vor der Gebietsänderung (2000) eine Bevölkerung von 45.715 in den elf Ortschaften, dies entsprach 20,93 Prozent der damaligen Landkreisbevölkerung.
Ende 2020 bestand der Landkreis Kilimli neben der Kreisstadt (59,10 % der Kreisbevölkerung) noch aus drei weiteren Belediye: Çatalağzı (6735), Gelik (2868) und Muslu (1740 Einw.). Des Weiteren gehören noch vier Dörfer zum Kreis, Türkali (1135) und Göbü (930 Einw.) sind die beiden größten.
Der Kreis hat mit 235,5 Einw. je km² die dritthöchste Bevölkerungsdichte der Provinz (zum Vergleich die Provinzdichte: 177,0), der städtische Bevölkerungsanteil liegt bei 92,31 Prozent.
In der Stadt spielt der Fußballverein Kilimli Belediyespor.

## Persönlichkeiten
- Yilmaz Karahasan (1938–2023), Elektrotechniker und Gewerkschafter